# أكسل ديتر جونيور
أكسل ديتر جونيور (بالألمانية: Marcel Barthel)‏ هو مصارع محترف ألماني، ولد في 8 يوليو 1990 في بينهبرغ في ألمانيا.

## وصلات خارجية
- أكسل ديتر جونيور على موقع دبليو دبليو إي (الإنجليزية)
- أكسل ديتر جونيور على موقع WrestlingData.com (الإنجليزية)
- أكسل ديتر جونيور على موقع CageMatch worker (الإنجليزية)
- أكسل ديتر جونيور على موقع قاعدة بيانات المصارعة على الإنترنت (الإنجليزية)
- أكسل ديتر جونيور على موقع عالم المصارعة على الإنترنت (الإنجليزية)
- أكسل ديتر جونيور على موقع عالم المصارعة على الإنترنت (الإنجليزية)

- أكسل ديتر جونيور على موقع IMDb (الإنجليزية)
- أكسل ديتر جونيور على موقع قاعدة بيانات الفيلم (الإنجليزية)